# Peggy Roche
Pour les articles homonymes, voir Roche (homonymie).
Peggy Roche est une mannequin, styliste et rédactrice de mode française, née le 1er février 1929 dans le 16e arrondissement de Paris et morte le 7 septembre 1991 dans le 14e arrondissement de Paris,. Elle est connue aussi comme compagne de Françoise Sagan, après avoir été l'épouse de Claude Brasseur.

## Biographie
Née le 1er février 1929 à Paris, elle  connait une enfance solitaire, fille unique d'un père absent et d'une mère volage.
Elle débute au magazine Elle à la fin des années 1950 comme mannequin, puis engagée par Hélène Lazareff comme journaliste de mode, styliste puis rédactrice de mode.
Elle épouse le photographe Jacques Curtis, « héros de la Seconde Guerre mondiale qui a rejoint le général de Gaulle après l'Appel du 18 juinet créé le service cinématographique de la France libre ».
Le 27 mars 1961, elle se remarie avec le comédien Claude Brasseur, qu'elle quitte pour devenir la compagne cachée de Françoise Sagan au début des années 1970. 
Les deux femmes restent unies pendant quinze ans et Peggy Roche élève le fils de la romancière, Denis Westhoff, qui écrira dans son ouvrage Sagan et Fils : « Entre ces deux femmes, ce fut un mélange de passion, de tendresse, d'admiration réciproques, de reconnaissance mutuelle, d'amitié et de connivence comme ma mère n'en connut jamais, dans mon souvenir, ni avant ni après elle. » Avec l'argent de Françoise Sagan, Peggy Roche ouvre une boutique parisienne et lance sa propre ligne de vêtements.
Pourtant Françoise Sagan, n'assumant pas publiquement sa bisexualité, lui impose pendant toute leur relation une discrétion absolue, lui demandant même de quitter le domicile conjugal lors de certaines visites. Les deux femmes se vouvoient devant le fils de Françoise Sagan. Bien que respectée et crainte dans le milieu de la mode, Peggy Roche restera ainsi longtemps ignorée du grand public et des biographes de la romancière. 
Par les nombreuses publications consacrées à Françoise Sagan dans Elle, Peggy Roche fait de la romancière « la première écrivaine people ».
La mort de Peggy Roche d'un cancer, en septembre 1991, laisse Sagan totalement désemparée. « Avec la disparition de Peggy, ce fut comme si ma mère avait été déchirée en lambeaux, que l'on eût arraché des morceaux d'elle vivante », dira Denis Westhoff. Commence alors une longue descente aux enfers pour la romancière qui disparaît treize ans plus tard, diminuée par sa dépendance à la drogue et lourdement endettée.
Elle est enterrée au cimetière de Seuzac. Certaines publications affirment que Peggy Roche repose dans une tombe anonyme face à la tombe de Sagan. La présence de Peggy Roche dans le même caveau que Françoise Sagan et Bob Westhoff est attestée par Denis Westhoff, dans une interview accordée en 2017 à l'émission télévisée Stupéfiant ! de Léa Salamé. Denis Westhoff déclare que Peggy Roche repose avec ses parents, mais que le graveur chargé de graver le nom de Peggy Roche a omis de réaliser l'ouvrage. Le nom de Peggy Roche a été ajouté en 2024 sur la tombe de Françoise Sagan,.

## Dans la culture
Dans le film Sagan, de Diane Kurys, le rôle de Peggy Roche est interprété par Jeanne Balibar. 
En 2017, l'autrice franco-québécoise Marie-Ève Lacasse, lui consacre un roman biographique, Peggy dans les phares (éd. Flammarion),.